# Línguas semíticas meridionais orientais
As línguas semíticas meridionais orientais (ou línguas arábicas do sul modernas) são faladas sobretudo por pequenas populações na Península Arábica, no Iémen e em Omã. Juntamente com as línguas semíticas etiópicas formam o sub-ramo semítico meridional do ramo semítico da família das línguas afro-asiáticas.

## Classificação
Na sua classificação baseada na glotocronologia, Alexander Militarev apresenta as línguas arábicas do sul modernas como um rámo semítico do sul, face a um ramo semítico do norte que incluiria todas as outras línguas semíticas. Estas línguas já não são consideradas com descendendo das antigas línguas arábicas do sul, como antes se pensava.

## Gramática
As línguas semíticas meridionais orientais são conhecidas pelas suas características semíticas arcaicas, especialmente no seu sistema de fonologia. Por exemplo, preservam as fricativas laterais do proto-semítico.

## Origens
Militarev identificou um substrato cuchítico nas línguas arábicas do sul modernas, que ele apresenta como evidência de que populações de língua cuchítica terão originalmente habitado a Península Arábica junto com as população de língua semítica (Militarev 1984, 18-19; cf. also Belova 2003). De acordo com Václav Blažek, tal sugere que os semitas assimilaram os seus vizinhos cuchítas do sul que não emigraram para o Corno de África. Ele argumenta que que o Levante é assim a Urheimat afro-asiático, de onde os vários ramos da família afro-asiática se dispersaram. Em defesa da sua tese, Blažek cita análises de arte rupestre na Arábia Central por Anati (1968,180-84), que notam uma ligação entre as pessoas carregando escudos nas pinturas e os cuchítas da Arábia no Antigo Testamento, que são também descritos como carregando escudos específicos.

## Línguas
- Mehri: a mais falada das línguas semíticas meridionais orientais, com mais que 70.000 falantes no Iémen e mais que 50.000 em Oman; além disso, cerca de 15.000 residem em sítios como o Kuwait devido à emigração.
- Socotri: outra língua também com relativamente muitos falantes, que na ilha de Socotra se mantiveram isolados da pressão exercida pelo árabe no Iémen continental. De acordo com os censo de 1990 no Iémen, o número de falantes era de 57.000 (incluindo possivelmente socotoris vivendo no continente). A população total para todos os países (incluindo emigrantes) é estimada em 64.000.
- Jibbali (shehri): frequentemente chamada Jibbali ("das montanhas"), estima-se que terá cerca de 25 000 falantes; é mais conhecida como a linguagem dos rebeldes durante a revolta na província de Dofar (Omã) nos anos 60 e 70.
- Bathari: estima-se que tenha cerca de 200 falantes.
- Harsusi: estima-se que tenha entre 1000 e 2000 falantes em Omã.
- Hobyót: estima-se que tenha cerca de 100 falantes em Omã.